# Talaga (Cikupa)
Talaga is een bestuurslaag in het regentschap Tangerang van de provincie Banten, Indonesië. Talaga telt 17.730 inwoners (volkstelling 2010).